# Nagada
Naqada hay Naqada (tiếng Ai Cập cổ đại: Nubet, tiếng Hy Lạp: Ombo) là thành phố giáo phái chính Ai Cập của vị thần Set ở Ai Cập cổ đại. Chỗ này nằm khoảng 40 km về phía bắc của Luxor bên bờ phía tây của sông Nile. Gần thành phố này, khoảng 27 km về phía bắc của Luxor, Flinders Petrie phát hiện năm 1894 một nghĩa địa rộng lớn với khoảng 3.000 ngôi mộ.